# Кіаніт
Дистен, кіаніт — мінерал підкласу ортосилікатів острівної будови.
Назва походить з грецької мови від слів «ди» — два та «стен» — сила, дослівно «двосильний». «Кіанес» означає темно-синій.
Хімічна формула: Al2O[SiO4].

## Морфологія
Сингонія триклінна. Кристали подовжені, пластинчаті, іноді зігнуті.

## Властивості
Колір синій, блакитний, рідше зелений, жовтий, безбарвний. Блиск скляний. Спайність довершена. Твердість за спайністю уздовж кристала 4,5, впоперек — 6. Питома вага 3,6.

## Походження
Метаморфічне — утворюється в метаморфічних породах в умовах високого тиску, типовий породоутворюючий мінерал кристалічних сланців. Супутниками дистена є слюди, гранати, корунд, андалузит тощо.
Розрізняють кіаніт хромистий (відміна кіаніту, яка містить до 2 % Cr2O3).

## Застосування
Породи, що містять дистен, можуть використовуватись як високоглиноземна сировина при виробництві вогнетривів.
Збагачують кіаніт у важких суспензіях, на концентраційних столах, способами магнітної і електрич. сепарації, флотації.

## Родовища
Головний постачальник кіаніту — США (близько 90 тис. т/рік). Близько 7-8 тис. тонн кіаніту споживається щорічно в Європі. Постачається як необроблений кіаніт, так і кальцинований. Крім того, кіаніт видобувають в Індії (близько 20 тис. т/рік), в Зімбабве, Бразилії, Китаї та Іспанії.
Найбільші родовища світу — кіанітові сланці з рутилом, мусковітом, турмаліном, топазом, корундом в Індії (род. Кхаммам, Бхандара, Сідхбум та ін.).